# Janez II. Goriški
Janez II. Goriški  ( nemško Johann II. von Görz   , slovensko: Janž Goriški   ali Ivan Goriški, italijansko Giovanni di Gorizia ok. 1438 – 22. maj 1462) je bil predzadnji goriški grof . Goriški grofiji je vladal od leta 1454 do svoje smrti.

## Življenje
Janez II. je bil najstarejši sin goriškega grofa Henrika VI. (1376–1454) iz drugega zakona s Katarino, hčerko Nikolaja II. Gorjanskega (Miklós Garai), madžarskega Palatina . Pod dolgo očetovo vladavino je goriška grofija doživela strm upad. Henrik se je najprej poročil z Elizabeto († 1436), hčerko celjskega grofa Hermanna II.. Po njeni zgodnji smrti je ostal zvest zaveznik Celjskih grofov . S celjskim grofom Ulrikom II. je leta 1437 podpisal dedno pogodbo, zaradi katere je prišel v spopad s svojimi mogočnimi sosedami, Beneško republiko in habsburškim vojvodom Avstrijskim Friderikom V. (pozneje cesarjem Friderikom III.) In celo z drugo ženo.
Henrik se je strinjal, da bo svojega sina Janeza zaročil z Elizabeto Celjsko, hčerko grofa Ulrika II. Načrt se na koncu ni uresničil. Elizabeta je bila zaročena z Matijo Korvinom, bodočim ogrskim kraljem, v neuspešnem poskusu sprave med plemiškima rodovoma Celjskih in Hunjadijev . Elizabeta je umrla v najstniških letih, Janez pa je ostal neporočen.
Mladi Janez je bil skupaj s svojim mlajšim bratom Lenartom talec v Celju od leta 1444. Kot kaže prihodnja korespondenca s Katarino Branković, zadnjo celjsko grofico, je bil odnos med mladimi goriškimi grofi in celjskim dvorom prisrčen. Njihovo ujetništvo je mogoče razumeti kot poskus, da bi goriške grofe obdržali v celjski oblastni orbiti. Takšnemu zavezništvu je bil fantov oče zelo naklonjen, nasprotovala pa jim je mama Katarina Gorjanska, ki je kljub temu, da je bila v sorodu s Celjani, bila naklonjena Habsburžanom.
Po izpustitvi po očetovi smrti leta 1454 je Janez prevzel oblast v Gorici. Novembra 1456 je bil del spremstva Ulrika II. Celjskega in madžarskega kralja Ladislava Posmrtnega, ki naj bi prevzel beograjsko trdnjavo od čet Hunjadija, ki so pravkar odbile otomansko obleganje . Ko so Ulrika Hunjadi umorili v Beogradu, je Janez zahteval posesti, ki so jih Celjski imeli od izumrlih  Ortenburgov v vojvodini Koroški (okoli Millstatta in Špitala na Dravi ), ki so mejila na goriško palatinsko grofijo v zgornji Dravski dolini .
Vendar je bil njegov zahtevek neuspešen. Kljub temu je nadaljeval z okupacijo in ropanjem ortenburških posesti, dokler ga leta 1460 habsburške sile cesarja Friderika III. niso končno porazile pod poveljstvom češkega kondotirja Jana Vitovca, ki je pred tem služil celjskim grofom. Na gradu Feldsberg je bila podpisana mirovna pogodba, na podlagi katere je bil grof Janez prisiljen odreči se posestvu Ortenburg in odstopiti dvanajst goriških trdnjav kot odškodnino, vključno s svojo rezidenco Lienz na gradu Bruck . Njegov brat je s pomočjo svetovalca Virgila von Grabena slednje lahko pridobil nazaj, potem ko  je obljubil zvestobo Habsburžanom.
Janez II. je umrl leta 1462 v svoji rezidenci v Lienzu; njegovi podložniki so ga  globoko objokovali, ker je bil zelo priljubljen. Nasledil ga je mlajši brat Lenart . Z Lenartovo smrtjo leta 1500 je dinastija Goriških izumrla.